# Sheila Sherwoodová
Sheila Sherwoodová, narozená jako Sheila Hilary Parkinová (* 22. října 1945 Parson Cross, Sheffield), je bývalá britská skokanka do dálky, jejíž hlavní úspěch byla stříbrná medaile na letních olympijských hrách v roce 1968 v Mexico City a zlatá medaile v roce 1970 na British Commonwealth Games v Edinburghu. Startovala na třech po sobě jdoucích letních olympijských hrách (1964, 1968 a 1972).